# Cryptorhopalum triste
Cryptorhopalum triste är en skalbaggsart som beskrevs av Leconte 1854. Cryptorhopalum triste ingår i släktet Cryptorhopalum och familjen ängrar. Inga underarter finns listade i Catalogue of Life.